# Punto (diacrítico)
El punto es un diacrítico que puede combinarse con algunas letras del alfabeto latino extendido usado en las lenguas de Europa del Este y en vietnamita.

## Superior
El punto sobrescrito se usa en:
- Romanización del árabe: la ġ representa la letra ghayn.
- La tipografía tradicional irlandesa, donde el punto representa lenición y se llama ponc séimhithe ("punto de lenición"): ḃ ċ ḋ ḟ ġ ṁ ṗ ṡ ṫ. La lenición también puede representarse por una h que siga a la letra, por ejemplo: bh ch dh fh gh mh ph st th. En la ortografía del irlandés antiguo, el punto sólo se usó para ḟ ṡ, mientras que la h siguiendo a la letra se usó para ch ph th; la lenición de otras letras no estaba indicada. La práctica estándar fue usar el punto superior para la escritura gaélica y la h siguiendo a la letra para escribir en Antiqua. Por ejemplo, ċ y ch representan el mismo elemento fonético en irlandés moderno.
- Lituano: ė
- Maltés: ċ ġ ż
- Polaco: ż
- El punto sobre las minúsculas i y j (y la mayúscula İ en turco) no está considerado un diacrítico independiente, sino parte de la letra.
- El bindu.

En matemáticas y física el punto representa la derivada de tiempo, como en {\displaystyle v={\dot {x}}}.

## Inferior
El punto suscrito aparece en:
- En el AITS y en el sistema de romanización de la Biblioteca Nacional de Calcuta, para la transcripción de lenguas índicas, un punto bajo una letra indica una consonante retrofleja. Bajo una m o una n, indica una anunasika.
- En las romanizaciones de lenguas semíticas, un punto bajo una consonante representa un sonido enfático. Por ejemplo, ṣ representa una s enfática y ṭ representa una t enfática.
- En las lenguas afroasiáticas: Ṛ
- El asturiano utiliza ḷḷ y ḥ para representar las variantes dialectales occidentales (ḷḷ ← ll) y orientales (ḥ ← f).
- Ḍ se utiliza en el idioma o'odham para representar la consonante oclusiva retrofleja sonora.
- En vietnamita, el tono nặng (bajo, glotal) se representa con un punto bajo la vocal base: ạ ặ ậ ẹ ệ ị ọ ộ ợ ụ ự ỵ.
- En yoruba, el punto se emplea bajo las letras o, e y s (ẹ ọ ṣ). Estas letras pueden aparecer también sin punto, como letras diferentes.
- En igbo, aparecen las letras ị, ọ y ụ. El punto inferior simboliza una reducción de la abertura de la vocal.
- La x̣ representa una consonante fricativa uvular sorda en la Notación Fonética Americanista.